# Goodenia kingiana
Goodenia kingiana är en tvåhjärtbladig växtart som beskrevs av R. Carolin. Goodenia kingiana ingår i släktet Goodenia och familjen Goodeniaceae. Inga underarter finns listade i Catalogue of Life.